# Браян Маклелан
Браян Маклелан (на английски: Brian McClellan) е американски писател на произведения в жанра епично фентъзи.

## Биография и творчество
Брайън Томас Маклелан е роден на 25 януари 1986 г. в Кливланд, Охайо, САЩ. Още от тийнейджърските си години започва да пише разкази и е насърчаван за това от родителите си. Завършва през 2009 г. с бакалавърска степен английска филология в Университета „Бригам Янг“ като посещава и курс по творческо писане при писателя Брандън Сандерсън. През 2006 г. посещава лекции по творческо писане при Орсън Скот Кард, както и други литературни конференции и конкурси. Пише много фентъзи и фантастични разкази.
Първият му фентъзи роман „Кръвен обет“ от поредицата „Барутният маг“ е издаден през 2013 г. Романът е удостоен с отличието „Морнингстар“ на наградата „Дейвид Гемел“ за най-добър фентъзи дебют.
Брайън Маклелан живее със семейството си във Виклайф, Охайо.

## Произведения

### Самостоятелни романи
- War Cry (2018)

### Серия „Барутният маг“ (Powder Mage)
1. Promise of Blood (2013)
Кръвен обет, изд. „MBG books“, София (2015), прев. Радин Григоров
2. The Crimson Campaign (2014)
Алената кампания, изд. „MBG books“, София (2016), прев. Радин Григоров
3. The Autumn Republic (2015)
Есенната република, изд. „MBG books“, София (2017), прев. Радин Григоров; Катрин Якимова-Желева

#### В света на „Барутният маг“

##### Разкази и новели
предистория на трилогията
- Forsworn (2014)
- Servant of the Crown (2014)
- Murder at the Kinnen Hotel (2014)
- Hope's End (2013)
- The Girl of Hrusch Avenue (2014)
- The Face in the Window (2014)
- Return to Honor (2015)
- The Mad Lancers (2017)
- Siege of Tilpur (2018)

##### Романи
- Ghosts of the Tristan Basin (2016)

### Серия „Богове от кръв и барут“ (Gods of Blood and Powder)
1. Sins of Empire (2017)
2. Wrath of Empire (2018)
3. Blood of Empire (2019)